# イタナラ
イタナラ（スペイン語: Itanará）は、パラグアイ・カニンデジュ県の市。

## 人口統計
2002年の国勢調査によると、総人口は2076人である。市の最も人口の多い地区と市街地からなる都市部の居住人口は284人である。

## 位置
東でマットグロッソ・ド・スル州パランホス・ブラジル、北と西でカピタン・バド、南でイペフと接する。

## アクセス
クルグアティで国道10号線から約100km迂回し、ビジャ・イガティミとイペフの街を通過して、到着する。